# قائمة شركات طيران في تونس

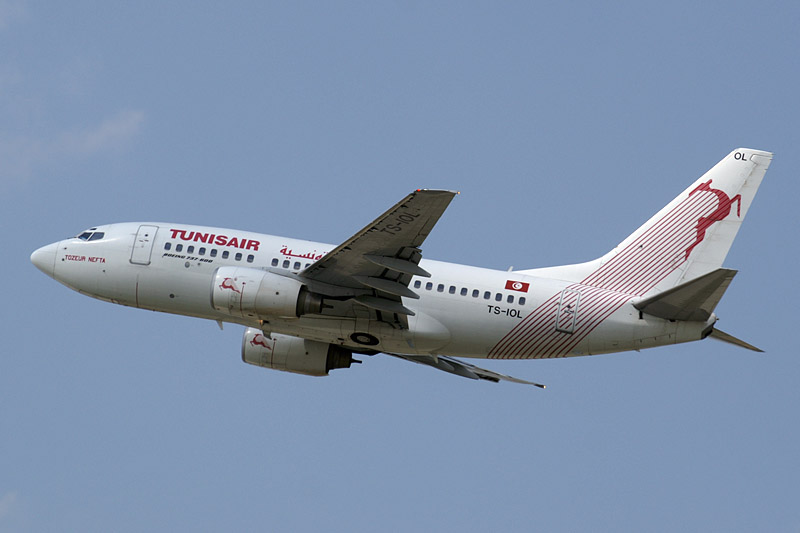
الخطوط التونسية بوينغ 737-600

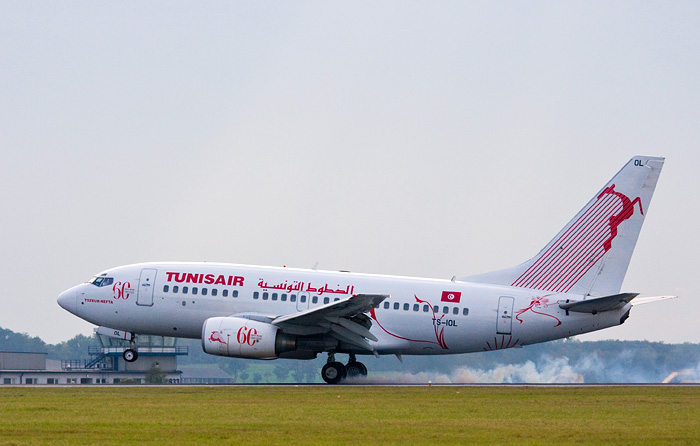
طائرة الخطوط التونسية

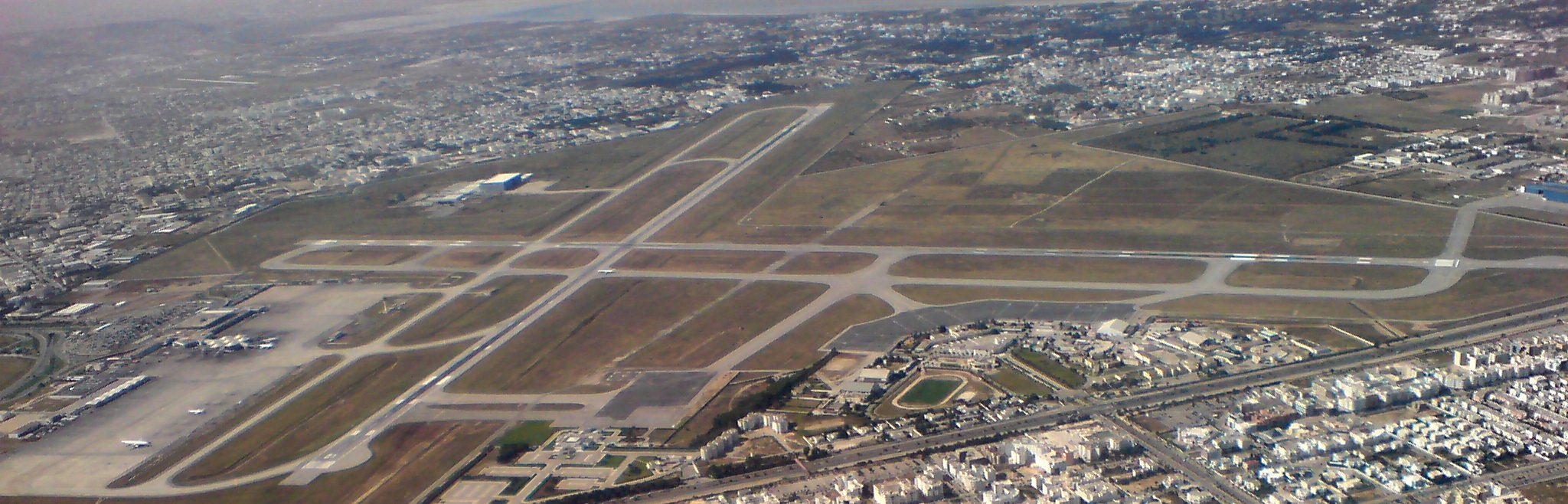
صورة جوية لمطار تونس قرطاج الدولي

تحتوي هذه المقالة على قائمة بشركات الطيران في تونس.

## القائمة
| اسم الشركة              | سنة التأسيس | ملاحظات                                | إيكاو - (ICAO) | إياتا (IATA) | رمز النداء    |
| ----------------------- | ----------- | -------------------------------------- | -------------- | ------------ | ------------- |
| الطيران الجديد تونس     | 1989        | الطيران الجديد تونس                    | LBT            | BJ           | NOUVELAIR     |
| الخطوط التونسية السريعة | 1991        | سابقا الخطوط الدولية ثم الطيران السابع | TUX            | UG           | TUNEXPRESS    |
| الخطوط التونسية         | 1948        | شركة عمومية                            | TAR            | TU           | TUNAIR        |
| تونيزافيا               | 1974        | شركة للخدمات الجوية                    | TAJ            | -            | TUNISAVIA     |
| إكسبراس إير كارغو       | 2015        | شركة شحن جوي خاصة                      | XRC            | 7A           | Tunisia Cargo |
| ياسمين للطيران          | 2019        | شركة عمومية خاصة                       | JAW            | JO           | JASMIN        |

## شركات الطيران المتوقفة عن النشاط
| اسم الشركة                | سنة التأسيس | سنة التوقف عن النشاط | ملاحظات                            | إيكاو - (ICAO) | إياتا (IATA) | رموز طيران         |
| ------------------------- | ----------- | -------------------- | ---------------------------------- | -------------- | ------------ | ------------------ |
| سيفاكس أيرلاينز           | 2011        | 2015                 | شركة عمومية خاصة                   | SYA            | FS           | SYPHAXAIR          |
| خطوط كورال بلو الجوية     | 2006        | 2011                 | شركة طيران مصرية تونسية خاصة       | KBR            | K7           | KORAL BLUE         |
| الطيران السابع            | 2007        | 2011                 | أصبحت الخطوط التونسية السريعة      | SEN            | UG           |                    |
| موريتانيا للطيران         | 2006        | 2010                 | شركة طيران موريتانية تونسية        | MTW            | YD           | MAURITANIA AIRWAYS |
| قرطاج للطيران             | 2001        | 2008                 | سابقاً، وقع دمجها مع الطيران الجديد | KAJ            | 5R           | KARTHAGO           |
| الخطوط الدولية            | 1991        | 2007                 | أصبحت الطيران السابع               | TUI            | UG           |                    |
| نوفيلير الدولية           | 2002        | 2005                 |                                    | NVJ            |              |                    |
| Fly International Airways | 2002        | 2002                 | أصبحت نوفيلير الدولية              | NVJ            |              |                    |